# Groß Naundorf
Groß Naundorf is een plaats en voormalige gemeente in de Duitse deelstaat Saksen-Anhalt en maakt deel uit van de gemeente Annaburg in de Landkreis Wittenberg.
Groß Naundorf telt 733 inwoners.

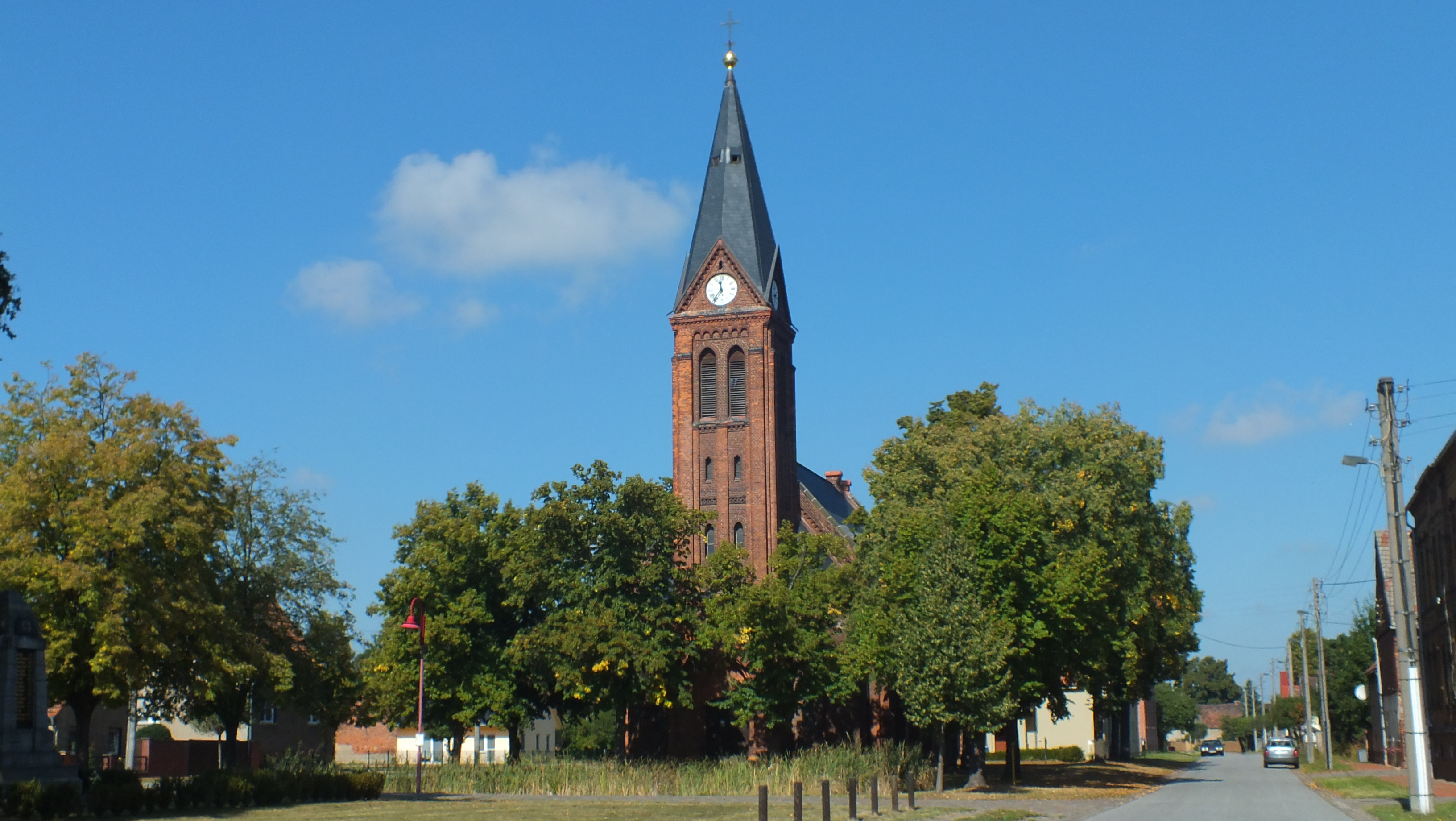
Kerk in Groß Naundorf
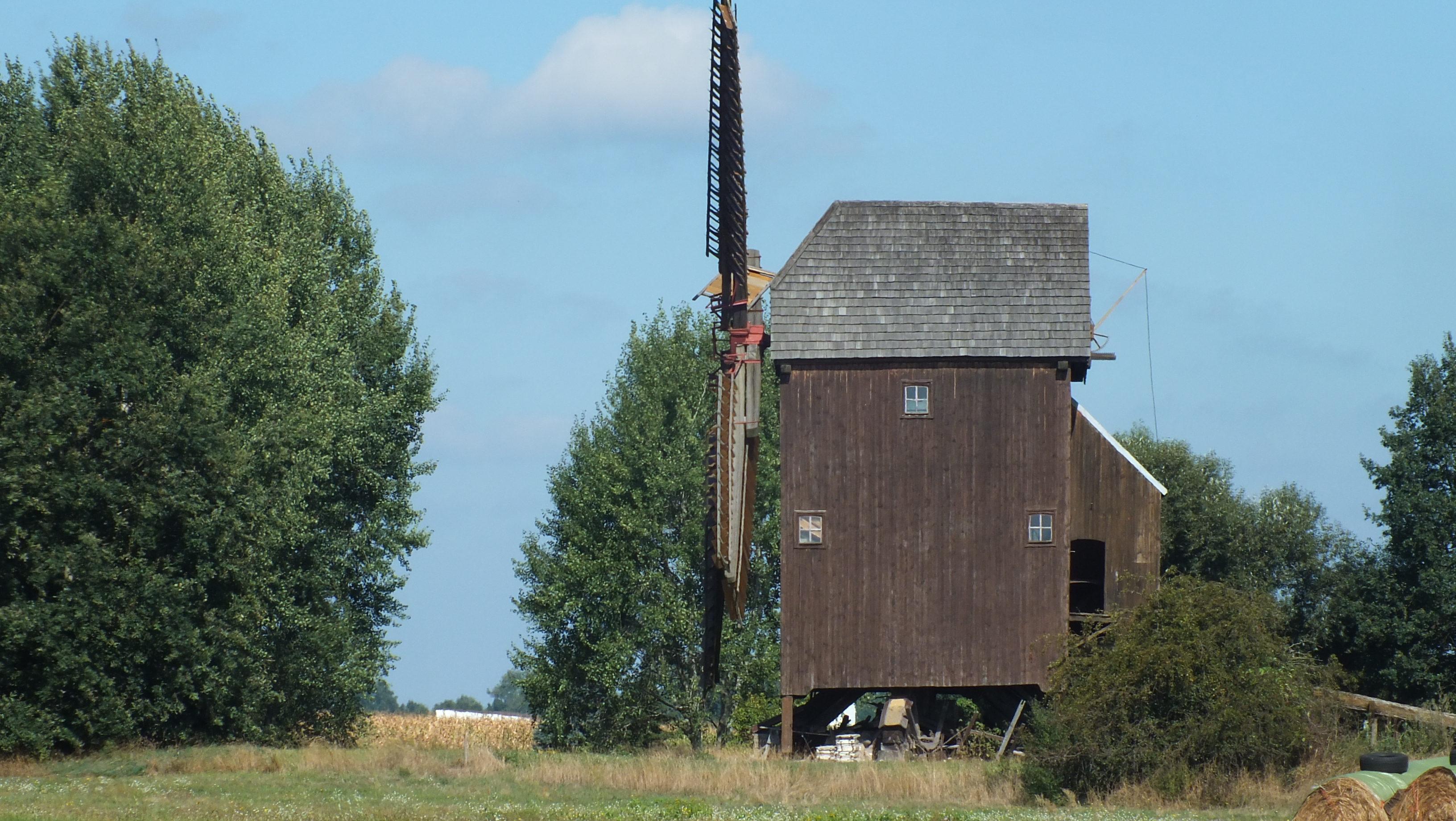
Molen in Groß Naundorf